# Centro Studi sul Federalismo
Das italienische Centro Studi sul Federalismo, Centre for Studies on Federalism (Englisch) oder Zentrum für Föderalismus-Studien (Deutsch), welches im November 2000 eingerichtet wurde, ist ein Studien- und Forschungszentrum über den Föderalismus, im Sinne seiner theoretischen und praktischen Erscheinung im Rahmen der politischen Lehre und den institutionellen Systemen des modernen Staates.
Auf der Grundlage dieser Kriterien richtet das CSF seine Aufmerksamkeit auf die zwischenstaatliche, makroregionale und globale Dimension des Föderalismus und insbesondere auf die regionale Integration in der heutigen Globalisierungszeit. Die Forschungsaktivitäten betreffen hauptsächlich die Geschichte und die Kulturen Europas, den Weg in Richtung seiner Einheit sowie die Zukunftsaussichten.

## Sitz und Organisation
Das CSF hat seinen Sitz beim Collegio Carlo Alberto di Moncalieri (Turin) und ist eine Forschungseinrichtung, die dank der Zusammenarbeit zwischen der Universität Pavia und Universität Turin sowie mit der Compagnia di San Paolo entstanden ist, der sich im Nachhinein die Universität Mailand angeschlossen hat. Das piemontesische Forschungsinstitut verfolgt den in seiner Satzung verankerten Zweck,  wissenschaftliche Forschung im Bereich der Untersuchungen über den Föderalismus zu fördern und zu koordinieren. Das Zentrum kooperiert nicht nur mit den erwähnten Partneruniversitäten, sondern auch mit anderen Universitäten, mit italienischen und internationalen Forschungszentren sowie mit öffentlichen und privaten Einrichtungen, die ihre Kenntnisse und die Anwendungsmöglichkeiten des Föderalismus vertiefen möchten.
Das CSF wird von einem Präsidium, dem beschlussfassenden Organ für die  wissenschaftlichen Aktivitäten und Verwendung finanzieller Mittel,  geleitet und wird zudem von einem Rat, einem Rechnungsprüferkollegium und einem wissenschaftlichen Ausschuss, der sich aus prominenten Persönlichkeiten im Bereich der Forschungen über den Föderalismus zusammensetzt, unterstützt. Zur geschäftsführenden und wissenschaftlichen Struktur gehören darüber hinaus ein Mitarbeiterstab, der für die Organisation zuständig ist und ein Forschungsteam, dessen Mitglieder aus verschiedenen Universitäten und Forschungsbereichen stammen und sich u. a. mit Rechtswesen, Wirtschaft, Geschichts-, Politik- und Sozialwissenschaft befassen. Das CSF ist außerdem mit einer eigenen Bibliothek mit 12000 Werken ausgestattet, verfügt über eine Sammlung aus etwa 70 gängigen und 500 historischen Zeitschriften sowie über einige archivarische Fonds: das CIME-Archiv (Italienischer Rat der europäischen Bewegung) und das On-line-Register des Fonds Altiero Spinelli, dessen Urkunden jedoch im Historischen Archiv der Europäischen Union beim Europäischen Hochschulinstitut in Florenz aufbewahrt sind.

## Forschungsaktivitäten
Zu den wesentlichen Zielsetzungen des CSF zählen die Wissensförderung der verschiedenen Aspekte des Föderalismus, die Anregung öffentlicher Debatten durch Veröffentlichungen von einschlägigen Untersuchungen und Forschungen, der Anstoß, damit Forscher und Intellektuelle  einen Beitrag zu den  Überlegungen hinsichtlich europäischer und internationaler Fragen leisten. Die Unterlagen, die im Rahmen der Forschungsaktivitäten verfasst werden (Research Papers) richten sich zwar an die akademische Welt, sind aber dank der absoluten Aktualität der behandelten Aspekte und Themen von großem Interesse auch im diplomatischen Milieu, in der Politik und auf  verschiedenen  beruflichen Gebieten.
Die Forschungsaktivität des CSF umfasst außerdem verschiedene Verlagsprojekte im Rahmen der thematischen Vertiefung, der Überprüfung und Beobachtung globaler Erscheinungen in Verbindung mit föderativen Prozessen, der regionalen Integration und internationalen Demokratie. Darunter:
- Perspectives on Federalism: Online-Zeitschrift mit dem Ziel ein offenes Forum über die Föderalismusdebatte auf allen Regierungsebenen einzurichten: auf subnationaler, nationaler und supranationaler Ebene sowohl regional als auch global.[4]
- Bibliographical Bulletin on Federalism: wird drei Mal im Jahr online herausgegeben und liefert einen Überblick über Artikel mit Bezug auf den Föderalismus, die in zirka 700 wissenschaftlichen Zeitschriften in italienischer, englischer, französischer, deutscher und spanischer Sprache veröffentlicht wurden.[5]
- International Democracy Watch: Portal, welches das Ziel verfolgt, eine Reihe von Daten zu sammeln, zu vergleichen und zu analysieren, um den Fortschritt und die Entwicklung der Demokratie in den internationalen Institutionen anhand eines regelmäßigen Monitorings zu prüfen.
- Operativer Rahmen der europäischen Sicherheits- und Verteidigungspolitik: Untersuchung mit dem Ziel, nützliche Informationen zu sammeln, um eine vergleichende Analyse der militärischen, zivilen und polizeilichen Missionen der EU im Rahmen der ESVP ab 2003 anzustellen.[6]
- Observatorium über Steuerföderalismus: dient der Vertiefung der Entwicklungen der Umstrukturierungen des öffentlichen Finanzwesens in Italien und der Folgen der Verfassungsreform im Rahmen des Steuerföderalismus.[7]

## Kulturelle Aktivitäten
Das CSF organisiert auch Tagungen und Seminare in Zusammenarbeit mit anderen Forschungsinstituten und -einrichtungen, die der Vertiefung bestimmter Themen oder der Präsentation von Büchern gewidmet sind. Einige Bänder werden auch direkt vom CSF herausgegeben. Die bedeutendste Veranstaltung unter dem akademischen Gesichtspunkt ist die Lecture Altiero Spinelli, die einmal im Jahr stattfindet und aus einer lectio magistralis eines weltberühmten  Prominenten über ein Thema bezüglich Europa und den Föderalismus besteht. Diese Lecture entsteht aus der Idee, eine Tagung zur Vertiefung von Themen mit Bezug auf den europäischen Integrationsprozess nach Altiero Spinelli, einem der Väter des europäischen Föderalismus, zu benennen.
Im Rahmen der Aus- und Weiterbildung wird, unter anderen vom Zentrum geförderten Aktivitäten, auf den Masterkurs Law and Business hingewiesen, der in Zusammenarbeit mit dem Istituto universitario di studi europei (IUSE – Universitätsinstitut für europäische Studien) in Turin organisiert wird und der Vertiefung juristischer und wirtschaftlicher Fächer mit Bezug auf den europäischen Binnenmarkt gewidmet ist.

## Veröffentlichungen
- Compagnia di San Paolo; Centro Studi sul Federalismo (Hrsg.): Federalism and Regionalisation in Europe : Optimising Multi-level Governance in the EU, Gütersloh : Bertelsmann Stiftung, 1. Aufl. 2008, ISBN 978-3-89204-909-8
- European Center for Research on Federalism: Jahrbuch des Föderalismus, 2003 Nomos, 2003, ISBN 3832902120, ISBN 9783832902124, Band 4, S. 526.
- Istituto affari internazionali (Rome), Centro studi sul federalismo (Turin), Institut für Europäische Politik (Berlin), Notre Europe (Paris), the Federal Trust (London) / edited by Gianni Bonvicini: Democracy in the EU and the role of the European Parliament : a study and a call, 2009 Rob: Istituto affari internazionali (LCCN Permalink)